# استالف
استالف (به لاتین: Istalif) یک روستا در افغانستان است که در ولسوالی استالف واقع شده‌است. این روستا در ۱۸ مایلی شمالغربی شهر کابل قرار گرفته‌است و از سطح دریا ۱۶۹۳ متر ارتفاع دارد